# シングルズVol.1
シングルズVol.1(Singles, Volume 1)は、2003年に発表されたエルヴィス・コステロのアルバム。

## 解説
エルヴィス・コステロの77年のデビューから80年までのシングル・リリースをボックス・セットとして3つにまとめたアルバムの第1集である。

## 収録曲
1. レス・ザン・ゼロ - Less Than Zero
2. レディオ・スウィートハート - Radio Sweetheart
3. アリスン - Alison
4. ウェルカム・トゥ・ザ・ワーキング・ウィーク - Welcome To The Working Week
5. アリスン - Alison
6. レッド・シューズ - (The Angels Wanna Wear My) Red Shoes
7. ミステリー・ダンス - Mystery Dance
8. ウォッチング・ザ・ディテクティヴズ - Watching the Detectives
9. ブレイム・イット・オン・ケイン（ライブ）  Blame It on Cain (Live)
10. ミステリー・ダンス（ライブ） - Mystery Dance(Live)
11. ミラクル・マン（ライブ） ? Miracle Man(Live)
12. チェルシー  - (I Don't Want To Go To) Chelsea
13. ユー・ビロング・トゥ・ミー - You Belong to Me
14. ストレンジャー・イン・ザ・ハウス - Stranger in the House
15. ニート、ニート、ニート（ライブ） - Neat Neat Neat (Live)
16. パンプ・イット・アップ -  Pump It Up
17. ビッグ・ティアーズ -  Big Tears
18. レディオ、レディオ - Radio Radio
19. タイニー・ステップス - Tiny Steps
20. トーキング・イン・ザ・ダーク - Talking in the Dark
21. ウェンズデイ・ウィーク - Wednesday Week
22. オリヴァーズ・アーミー - Oliver's Army
23. マイ・ファニー・ヴァレンタイン- My Funny Valentine
24. アクシデンツ・ウィル・ハプン -  Accidents Will Happen
25. トーキン・イン・ザ・ダーク - Talking in the Dark
26. ウェンズデイ・ウィーク - Wednesday Week
27. アイ・キャント・スタンド・アップ・フォーリング・ダウン - I Can't Stand Up for Falling Down
28. ガールズ・トーク - Girls Talk